# پیتر پرودرومو
پیتر پرودرومو (انگلیسی: Peter Prodromou؛ زادهٔ ۱۴ ژانویهٔ ۱۹۶۹) مهندس و متخصص آیرودینامیک هواپیمای اهل یونانی-قبرسی زادهٔ بریتانیا است. او در حال حاضر به‌عنوان افسر ارشد فنی (آیرودینامیک) در تیم مک‌لارن در مسابقات اتومبیل‌رانی فرمول یک مشغول به کار است.
پرودرومو در ابتدا در سال ۱۹۹۱ به دفتر طراحی مک‌لارن ملحق شد و بعداً به مقام متخصص ارشد آیرودینامیک دست یافت. او در سال ۲۰۰۶ مک‌لارن را ترک کرد و به‌عنوان سرپرست بخش آیرودینامیک به رد بول ریسینگ پیوست. او در اواخر سال ۲۰۱۴ به‌عنوان مهندس ارشد دوباره وارد مک‌لارن شد.